# 卡斯泰尔帕加诺
卡斯泰尔帕加诺（義大利語：Castelpagano），是意大利贝内文托省的一个市镇。总面积38.2平方公里，人口1605人，人口密度42.0人/平方公里（2009年）。ISTAT代码为062017。